# Drosophila punjabiensis
Drosophila punjabiensis este o specie de muște din genul Drosophila, familia Drosophilidae, descrisă de Parshad și Paika în anul 1965. Conform Catalogue of Life specia Drosophila punjabiensis nu are subspecii cunoscute.